# Davidl
Davidl war eine deutsche Automarke der Firma Paul Lesch, Leipzig.

## Unternehmensgeschichte
Der Ingenieur Paul Lesch aus Leipzig entwickelte 1920 ein Automobil, für das er ein Gebrauchsmuster erhielt. Anschließend begann die Produktion an der Scheffelstraße 26 in Leipzig. 1920 oder 1921 endete die Produktion. Eine andere Quelle gibt 1922 als einziges Jahr an. Die Stückzahlen blieben gering.

## Fahrzeuge
Bei den Fahrzeugen handelte es sich um Dreiräder, bei denen sich das einzelne Rad hinten befand. Zur Wahl standen Einsitzer und Zweisitzer in Tandemsitzanordnung. Beim Einsitzer betrug der Radstand 225 cm und die Fahrzeuglänge 300 cm, beim Zweisitzer waren beide Maße 50 cm größer. Die Fahrzeugbreite betrug einheitlich 100 cm. Für den Antrieb sorgten luftgekühlte V2-Viertaktmotoren, die vorne im Fahrzeug montiert waren. Die Motorleistung betrug wahlweise 4 oder 7,5 PS. Das Getriebe hatte drei Gänge. Die Motorleistung wurde an die Hinterachse übertragen.